# انتفاضة سبارتاكوس

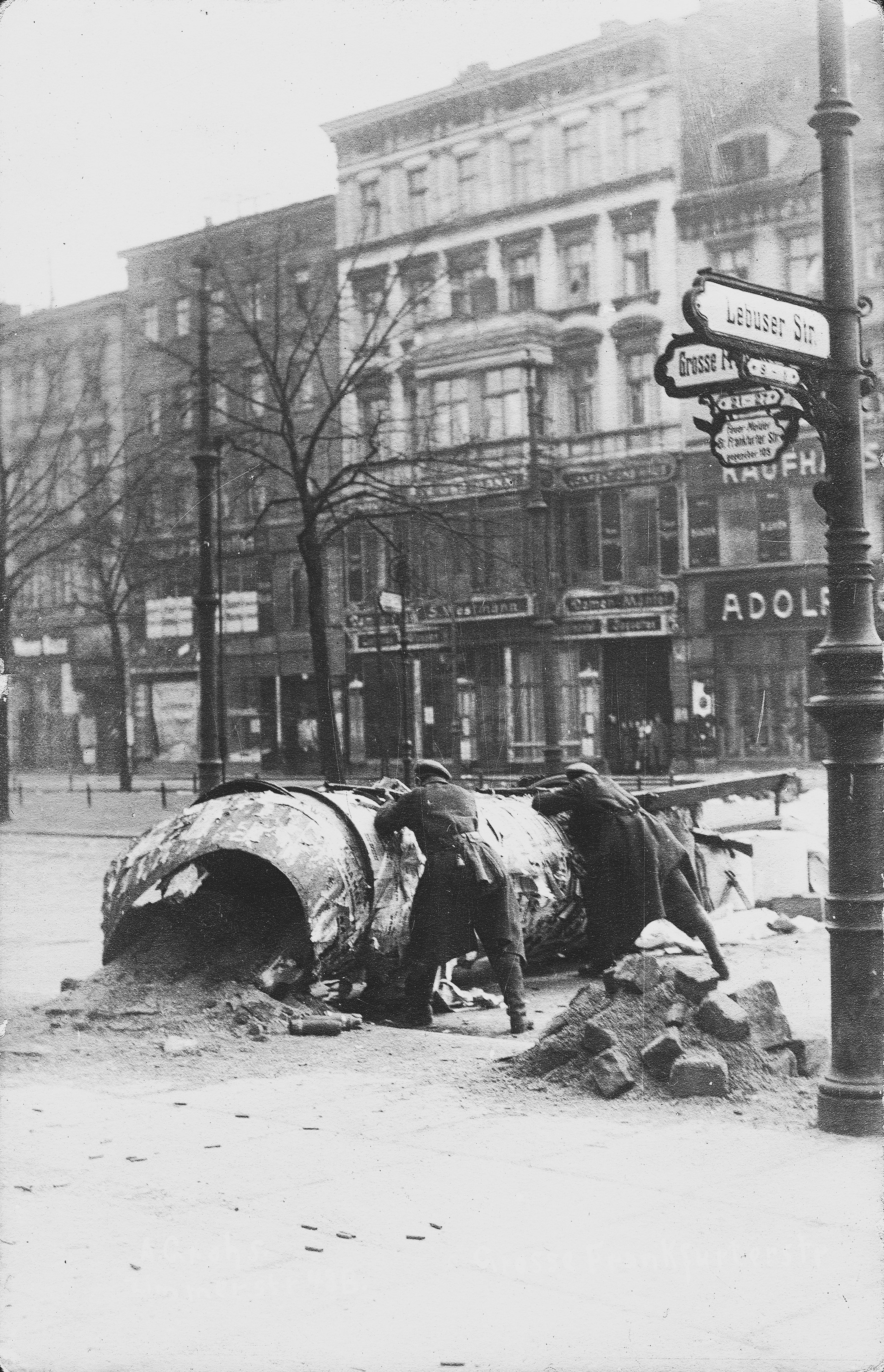
حاجز وسط برلين أقيم خلال فترة الاحتجاجات، يناير 1919.

كانت انتفاضة سبارتاكوس (بالألمانية: Spartakusaufstand) تُعرف أيضاً بانتفاضة يناير (Januaraufstand)، انتفاضة مسلحة قامت في برلين من 5 إلى 12 يناير 1919. حدثت بالتزامن مع ثورة نوفمبر التي اندلعت عقب هزيمة ألمانيا في الحرب العالمية الأولى. كانت الانتفاضة بصورة أساسية صراعًا على السلطة بين الحزب الاجتماعي الديمقراطي الألماني (إس بّي جي) بقيادة فريدريش إيبرت، والذي فضل الديمقراطية الاجتماعية، والحزب الشيوعي الألماني (كيه بّي دي)، بقيادة كارل ليبكنخت وروزا لوكسمبورغ، اللذين أرادا إنشاء جمهورية مجلسية مشابهة للتي أسسها البلاشفة في روسيا. في عام 1917، أسس ليبكنخت ولوكسمبورغ رابطة سبارتاكوس الماركسية التي منحت الانتفاضة اسمها الشهير.
كانت الثورة مرتجلة وضيقة النطاق وسرعان ما سحقتها القوة المتفوقة للقوات الحكومية وشبه العسكرية فيما صار يُعرف باسم الأسبوع الدموي. بلغ عدد القتلى نحو 150- 200، معظمهم من المتمردين. كانت أبرز الوفيات وفاة كارل ليبكنخت وروزا لوكسمبورغ اللذين قتلا خارج نطاق القضاء بموافقة شبه مؤكدة من قادة الحكومة المؤقتة التي يقودها إس بّي دي. زعزع انخراط الحزب مكانته في خلال فترة جمهورية فايمار، على الرغم من أن قمع الانتفاضة سمح بإجراء انتخابات الجمعية الوطنية كما هو مقرر في 19 يناير. تابعت الجمعية سيرها وكتبت دستور جمهورية فايمار الذي أنشأ أول ديمقراطية ألمانية فاعلة.

## خلفيتها وأسبابها
في 9 نوفمبر 1918، تشكل مجلس نواب الشعب تحت قيادة فريدريش إيبرت من حزب الأغلبية الاشتراكية الديمقراطية الألماني (إم إس بّي دي) بصفة حكومة رايخ مؤقتة عقب انهيار الإمبراطورية الألمانية في نهاية الحرب العالمية الأولى. كان فيه ثلاثة ممثلين عن كل من إم إس بّي دي والحزب الاجتماعي الديمقراطي الألماني المستقل (يو إس بّي دي) الأكثر يسارية. اعترفت القيادة العليا للجيش بالمجلس في 10 نوفمبر في ميثاق إيبرت غروينر السري، والذي أكد بموجبه فيلهيلم غروينر، القائد العام للجيش الألماني، لمستشار الرايخ إيبرت على ولاء القوات المسلحة. سعت قيادة إم إس بّي دي إلى العودة السريعة «للأوضاع المنظمة» من خلال انتخابات الجمعية الوطنية. أراد يو إس بّي دي، والحزب الشيوعي الألماني (كيه بّي دي)، وأجزاء من الطبقة العاملة، والمشرفون الثوريون -وهم مشرفو متاجر مستقلون عن النقابات الرسمية واختارهم العمال بإرادتهم- الاستمرار على أهدافهم الثورية المتمثلة في تأميم الملكية وحمايتها، وتجريد الجيش من السلطة وإقامة دكتاتورية البروليتاريا.
في نهاية ديسمبر 1918، أسست روزا لوكسمبورغ وكارل ليبكنخت الحزب الشيوعي الألماني. بسبب استياء العديد من العمال من مسار ثورة نوفمبر، انضمت مجموعات اجتماعية يسارية أخرى إلى تأسيس الحزب. لكن المشرفين المستقلين قرروا، بعد مداولات مع الإسبرطيين، البقاء في يو إس بّي دي. قدمت روزا لوكسمبورغ برنامجها التأسيسي في 31 ديسمبر 1918. ذكرت فيه أن الشيوعيين عاجزون تمامًا عن تولي السلطة من دون دعم صريح من غالبية الشعب. في 1 يناير، دعت من جديد إلى أن يشارك كي بّي دي في الانتخابات المخطط لها للجمعية الوطنية، لكنها خسرت التصويت. أملت الأغلبية تولي السلطة من خلال التحريض المستمر في المصانع و «ضغط الشوارع».
في 23 ديسمبر، اتخذت فرقة الشعب البحرية، والتي أُوكلت إليها مهمة حماية الحكومة المؤقتة، أوتو ويلز من إم إس بّي دي رهينة لترجح كفة مطالبها بدفع الأجور المتأخرة. في اليوم التالي، مخالفًا أوامر ممثلي مجلس إم إس بّي دي الثلاثة (إيبرت، وفيليب شايدمان وأوتو لاندسبيرغ)، رفض قائد شرطة برلين إميل آيكهورن التابع ليو إس بّي دي استخدام قوات الأمن تحت إمرته ضد فرقة الشعب البحرية لتحرير ويلز من قصر برلين حيث كان محتجزًا. استدعى إيبرت بعدئذ الجيش وأمره بفتح النار فيما صار يُعرف باسم اشتباك قصر برلين. حُرر ويلز، لكن قُتل أحد عشر رجلًا من فرقة الشعب البحرية وثلاثة وعشرون من الجيش.
في 29 ديسمبر، غادر ممثلو يو إس بّي دي الثلاثة، هوغو هاس وفيلهيلم ديتمان وإميل بارث، مجلس نواب الشعب احتجاجًا. عين ممثلو إم إس بّي دي بعد ذلك عضوي إم إس بّي دي غوستاف نوسكه ورودولف فيسل ليحلا محل ممثلي يو إس بّي دي في المجلس. بعد ذلك، لم يعد يو إس بّي دي يرى المجلس حكومة مؤقتة شرعية. وافقت غالبية إم إس بّي دي في مجلسي العمال الرئيسين على رغبة إيبرت بإقالة قائد الشرطة آيكهورن الذي صار يُعد غير جدير بالثقة، لكن يو إس بّي دي وكيه بّي دي فسرا إقالة آيكهورن على أنها هجوم على الثورة، وكان ذلك الشرارة المباشرة للانتفاضة.

## الإضرابات والعنف
في الرابع من يناير، وهو يوم إقالة آيكهورن، قررت اللجنة التنفيذية ليو إس بّي دي في برلين والمشرفون الثوريون إقامة مظاهرة في اليوم التالي. امتدت مظاهرة الخامس من يناير إلى نطاق فاق كل توقعاتهم. في خلال مسارها، احتل المتظاهرون المسلحون، بمساعدة وتحريض من المخبرين والاستفزازيين، معامل طباعة الصحيفتين الاجتماعيتين الديمقراطيتين فورفرتس وبرلينر تاغبلات، بالإضافة إلى مباني عدة دور نشر ومعمل طباعة ومكتب تلغراف. وصف المؤرخ يورن شوترومبف التحويل المفترض للمظاهرات الجماهيرية من منطقة الحكومة إلى منطقة الصحف الذي جرى على يد المخبرين بأنه «ضربة معلّم استراتيجية».
اجتمع قادة المشرفين الثوريين ويو إس بّي دي وكيه بّي دي في عشية الخامس من يناير ليقرروا كيفية المتابعة. أيّد معظم الحاضرين احتلال منطقة صحيفة برلين والانخراط في القتال ضد الحكومة الاجتماعية الديمقراطية. كان كارل ليبكنخت «قد بلغ حالة نشوة ثورية» بسبب حجم المظاهرة والتقرير الزائف القائل بأن كل الأفواج في برلين وحولها في صفهم، في حين استمرت لوزا لوكسمبورغ بمعارضة التصرفات الثورية. شجب متحدثان فقط عن المشرفين الثوريين، هما ريتشارد مولر وإرنست داوميغ، مسار الأحداث. في حين أيد كلاهما، من حيث المبدأ، ثورة ثانية ضد نواب مجلس الشعب، اعتبرا التوقيت سابقًا لأوانه وغير حكيم من الناحية التكتيكية، لذا صوتا لصالح إضراب عام فقط. صوت نحو 70 من الحاضرين لصالح إنشاء لجنة ثورية مؤقتة للإطاحة بالحكومة وتولي السلطة مقابل 6 أصوات رفضت ذلك من صفوف المشرفين الثوريين. شُكلت اللجنة من 53 شخصًا وكان جورج ليديفور وليبكنخت وباول شولزه ثلاثة رؤساء متساوين.